# Ian Jones (Produzent)
Ian Edward Swainson Jones (* 22. September 1931 in Newcastle, New South Wales; † 31. August 2018 in Melbourne) war ein australischer Filmproduzent, Drehbuchautor, Regisseur und Biograf.

## Karriere
Jones hatte eine lange Karriere im australischen Fernsehen. Er war bekannt für seine Arbeit als Drehbuchautor und Regisseur bei Crawford Productions. Er wirkte mit bei der Erschaffung von Shows wie Homicide, Matlock Police, The Bluestone Boys und The Sullivans sowie bei Against the Wind, einer sehr erfolgreichen Miniserie, die in Zusammenarbeit mit seiner Frau Bronwyn Binns entstand. Sie beschäftigt sich mit Australiens Vergangenheit.
Jones und Bronwyn Binns schufen eine Darstellung von Ned Kelly und seinen Verbündeten, als sie die Miniserie The Last Outlaw produzierten, die 1980 gezeigt wurde. Er schrieb darüber hinaus Bücher über die Kelly-Bande, darunter den Bestseller Ned Kelly: A Short Life und The Fatal Friendship: Ned Kelly, Aaron Sherritt and Joe Byrne. In seiner Arbeit stützte sich Jones neben jahrzehntelanger Archivforschung vor allem auf mündliche Geschichtsinterviews mit Nachkommen der Mitglieder der Kelly-Bande. Jones war auch Co-Autor des Drehbuchs für den 1970er-Jahre-Biopic-Film Ned Kelly mit Mick Jagger in der Hauptrolle.

## Filmografie (Auswahl)
- 1964: Homicide
- 1967: Hunter
- 1970: Ned Kelly
- 1971: Matlock Police
- 1980: The Last Outlaw (Miniserie)

## Ehrungen
- 2006: Longford Lyell Award

## Veröffentlichungen
- Ian Jones: The Australian Light Horse. Time Life Books Australia in association with John Ferguson, 1987, ISBN 978-0-949118-06-6.
- Ian Jones, Aaron Sherritt: The friendship that destroyed Ned Kelly: Joe Byrne & Aaron Sherritt. Lothian Pub, 1992, ISBN 978-0-85091-518-1.
- Ian Jones: Ned Kelly: a short life. Lothian Pub, 1995, ISBN 978-0-85091-631-7.